# Capistrano de Abreu

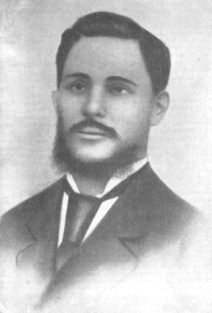
Capistrano de Abreu

João Capistrano de Abreu (* 23. Oktober 1853 in Maranguape; † 13. August 1927 in Rio de Janeiro) war ein brasilianischer Historiker.
Capistrano de Abreu gilt als einer der bedeutendsten Historiker Brasiliens und Opponent des eurozentrischen Francisco Adolfo de Varnhagen. Er widmete sich der brasilianischen Kolonialgeschichte und erarbeitete eine nationale Literaturtheorie, die auf den Begriffen des Klimas, der Erdverbundenheit und Rasse gründete.

## Leben
Nach seiner Anstellung bei der Nationalbibliothek in Rio de Janeiro (1875–83) wurde de Abreu 1883 Professor für Geschichte am Colégio Pedro II. Beeinflusst von den Soziologen Auguste Comte und Herbert Spencer und den historischen Arbeiten von Henry Buckle und Hippolyte Taine, verfasste de Abreu 1907 die Capítulos de História Colonial („Kapitel über Kolonialgeschichte“) als umfassende Studie über die brasilianische Kolonisierung von 1500 bis 1800. Seine Fokussierung auf die Kultur indigener Gruppen war eine frühe und bedeutende ethnologische Auseinandersetzung mit der europäischen Besiedlung des brasilianischen Hinterlandes.
De Abreu schrieb weitere Werke zur Linguistik, übersetzte deutsche und französische Texte zur brasilianischen Geschichte und bearbeitete Schriften des bedeutenden Historikers Francisco Adolfo de Varnhagen.
Capistrano de Abreu ist Patron der cadeira 15 der Academia Cearense de Letras sowie der cadeira 23 der Academia Brasileira de Literatura de Cordel. Er wurde in die Academia Brasileira de Letras gewählt, lehnte aber ab.